# Lilla Skärsgöl
Lilla Skärsgöl är en sjö i Högsby kommun i Småland och ingår i Alsteråns huvudavrinningsområde. Sjöns area är 0,03 kvadratkilometer och den är belägen 77 meter över havet.